# Toralizumab
Il toralizumab, noto commercialmente con il nome di IDEC 131, era un anticorpo monoclonale umanizzato con funzione immunosoppressiva, sviluppato dalla casa farmaceutica Biogen. 

## Studi clinici
Si studiò l'anticorpo con obiettivi terapeutici in vari campi della medicina, ad esempio nel trattamento della porpora trombocitopenica immune, dell'artrite reumatoide e della nefrite lupica. Vennero inoltre effettuati studi atti a valutare l'efficacia del toralizumab nei casi di sclerosi multipla, di malattia di Crohn e nei trapianti di vari organi o unità funzionali d'organo, come le isole di Langerhans e il trapianto di cornea. Si studiò inoltre la sua possibile applicazione in campo oncologico contro i tumori della linea B linfocitaria, come alcune forme di leucemia linfoblastica cronica, di linfoma di Hodgkin allo stadio I o II (forma a cellule dendritiche follicolari), linfoma della zona marginale, linfoma mantellare, linfoma della zona marginale extranodale, macroglobulinemia di Waldenström e il linfoma monocitoide a cellule B.
In alcuni studi clinici riguardanti pazienti affetti da sclerosi multipla e da malattia di Crohn sottoposti all'assunzione del toralizumab, avvennero almeno tre eventi di tromboembolismo potenzialmente riconducibili alla somministrazione dell'anticorpo; non fu accertato un nesso causale tra l'azione del toralizumab e gli eventi tromboembolici, ma poiché era già stato dimostrato che un anticorpo biochimicamente simile (hu5C8) aveva causato eventi analoghi durante precedenti sperimentazioni, gli studi clinici con il toralizumab vennero interrotti.